# دونالد پلزنس
سِر دونالد پلزنس (انگلیسی: Donald Pleasence؛ ‏ ۵ اکتبر ۱۹۱۹ – ۲ فوریهٔ ۱۹۹۵) بازیگر اهل بریتانیا بود. او بین سال‌های ۱۹۳۹ تا ۱۹۹۵ میلادی فعالیت می‌کرد.
از فیلم‌هایی که پلزنس در آن‌ها نقش داشته است، می‌توان به شاید فردایی در کار نباشد، فرار بزرگ، بیدارشدن در وحشت، هالووین، فرار از نیویورک، سایه‌ها و مه، سرایدار، کنت مونت کریستو، بن‌بست، چیزی زیر لباس نیست، شبح مرگ، قطار سریع‌السیر کازابلانکا، هنری هشتم و آخرین سرمایه‌دار بزرگ اشاره کرد.